# Euclidia suffusa
Euclidia suffusa är en fjärilsart som beskrevs av Arnold Spuler 1907. Euclidia suffusa ingår i släktet Euclidia och familjen nattflyn. Inga underarter finns listade i Catalogue of Life.